# D. J. Humphries
Dierrias J. „D. J.“ Humphries Jr. (geboren am 28. Dezember 1993 in Charlotte, North Carolina) ist ein US-amerikanischer American-Football-Spieler auf der Position des Offensive Tackles für die Los Angeles Rams  in der National Football League (NFL). Zuletzt stand er bei den Kansas City Chiefs unter Vertrag. Er spielte neun Jahre lang bei den Arizona Cardinals und zuvor College Football für die University of Florida.

## College
Humphries besuchte die Mallard Creek High School in Charlotte, North Carolina. Er war vier Jahre lang Stammspieler in seinem Highschoolfootballteam und galt als einer der besten Spieler seines Abschlussjahrgangs. Ab 2012 ging Humphries auf die University of Florida, um College Football für die Florida Gators zu spielen. Als Freshman kam er in drei von zwölf Spielen als Starter zum Einsatz, bevor er in der Saison 2013 Stammspieler auf der Position des Left Tackles wurde. Wegen einer Knieverletzung endete die Spielzeit für Humphries nach sieben Spielen vorzeitig. In der Saison 2014 kam er in zehn Spielen zum Einsatz, zwei Spiele verpasste er wegen einer Knöchelverletzung. Nach der Saison gab Humphries seine Anmeldung für den NFL Draft bekannt.

## NFL
Im NFL Draft 2015 wurde Humphries an 24. Stelle von den Arizona Cardinals ausgewählt. In seiner ersten NFL-Saison kam Humphries zu keinem Einsatz und stand bei keinem Spiel im Kader, da die beiden Tackle-Positionen mit Jared Veldheer und Bobby Massie besetzt waren. Nach dem Abgang von Massie wurde Humphries 2016 Stammspieler auf der Position des Right Tackles und wurde zeitweise auch als Left Tackle eingesetzt, als Veldheer verletzungsbedingt ausfiel. Die letzten drei Spiele der Saison verpasste er wegen einer Gehirnerschütterung. Zur Saison 2017 tauschte Humphries mit Veldheer seine Position und ging als Left Tackle in die Saison. Allerdings verpasste er wegen einer Knieverletzung den Großteil der Saison und kam nur in fünf Partien zum Einsatz.
Im April 2018 entschloss die Cardinals sich dazu, die Fifth-Year-Option von Humphries’ Rookievertrag wahrzunehmen. In der Saison 2018 bestritt er die ersten neun Spiele als Starter, anschließend musste er die Saison wegen einer Knieverletzung vorzeitig beenden. In seiner fünften NFL-Saison 2019 stand Humphries erstmals in allen 16 Spielen der Regular Season auf dem Feld.
Im Februar 2020 einigte Humphries sich mit den Cardinals auf eine Verlängerung seines auslaufenden Vertrags und unterschrieb einen Dreijahresvertrag im Wert von 45 Millionen US-Dollar. Er bestritt 2020 alle Spiele als Starter. Als Ersatz für Tyron Smith wurde Humphries in der Saison 2021, in der er ein Spiel wegen COVID-19 verpasste, in den Pro Bowl gewählt.
Im August 2022 verlängerte Humphries seinen Vertrag in Arizona für 66,8 Millionen US-Dollar um zwei weitere Jahre. In der Saison 2022 spielte er verletzungsbedingt nur in acht Partien und musste die Saison aufgrund einer Rückenverletzung, die er in Woche 10 erlitten hatte, vorzeitig beenden. Am 17. Spieltag der Saison 2023 zog Humphries sich gegen die Philadelphia Eagles einen Kreuzbandriss zu. Nach der Saison wurde Humphries am 13. März 2024 von den Cardinals entlassen. Er bestritt 98 Spiele als Starter auf der Position des Left Tackles für Arizona.
Um ihrer Offensive Line mehr Tiefe zu verleihen, nahmen ihn die Kansas City Chiefs am 26. November 2024 unter Vertrag. Bei den Chiefs hatte er zwei Einsätze, beide als Starter.
Am 13. Juni 2025 unterschrieb Humphries einen Einjahresvertrag bei den Los Angeles Rams.

## Persönliches
Sein Vater D. J. Humphries Sr. spielte als Wide Receiver College Football in der Division II am Presbyterian College und stand in der Saisonvorbereitung 2002 im Kader der Baltimore Ravens, anschließend spielte er in der Arena Football League.